# Odalisque aux bras levés
Odalisque aux bras levés is een schilderij van Henri Matisse, voltooid in 1923. Het werk bevindt zich in de collectie van de National Gallery of Art in Washington D.C.
De Odalisque-serie, waartoe dit schilderij behoort, werd geïnspireerd door Matisse's reis naar Marokko in 1912. Veel van de vrouwelijke figuren in deze serie waren gemodelleerd naar Henriette Darricarrère, die destijds Matisse's belangrijkste model was. De compositie van het schilderij toont een vrouw zittend in een groen-geel gestreepte fauteuil, waarbij haar naakte figuur en de stoel het grootste deel van het doek beslaan. Ze draagt enkel doorschijnende, goudomrande harembroeken die haar benen bedekken en de vloer raken. Matisse's penseelvoering is los en geeft de bewegingen van de kunstenaar weer.
Het schilderij kenmerkt zich door een beperkte ruimtelijke diepte, waardoor de kijker rechtstreeks geconfronteerd wordt met de vrouw op de voorgrond. Architecturale en decoratieve elementen leiden de aandacht naar de zittende vrouw. De schaduwen en de rondingen van haar lichaam worden geaccentueerd in contrast met de vlakke weergave van patronen op de achtergrond. Elementen zoals een rood decoratief object, mogelijk een wandtapijt of schilderij aan de muur, en de gestreepte fauteuil dragen bij aan de visuele dynamiek en sturen de blik van de kijker.
Portret van mevrouw Matisse. De groene streep (1905) · De jeu-de-boulesspelers (1908) · De rode kamer (harmonie in rood) (1908) · De dans (1909) · Stilleven met blauw tafelkleed (1909) · Muziek (1910) · Odalisque aux bras levés (1923) · Zulma (1950) · Blauw naakt II (1952) · Blauw naakt IV (1952)